# دهستان گواور
دهستان گواور، یکی از دهستان‌های بخش گواور شهرستان گیلانغرب در استان کرمانشاه ایران است. مرکز این دهستان، شهر سرمست است.

## جمعیت
بر پایه سرشماری عمومی نفوس و مسکن در سال ۱۳۹۵، جمعیت دهستان گواور برابر با ۶،۸۰۱ نفر بوده است.